# Ammino ossidasi
Le ammino ossidasi sono una famiglia di enzimi che ossidano una varietà di substrati amminici, incluse monoammine e poliammine di piccole dimensioni e amminoacidi modificati all'interno delle proteine. Le ammino ossidasi sono importanti enzimi regolatori che catalizzano l’ossidazione di un’ampia gamma di ammine biogene, tra cui molti neurotrasmettitori, l’istamina e le ammine xenobiotiche. Si suddividono in enzimi contenenti:
- flavina:[1]
  - la monoammino ossidasi A (MAO-A)
  - la monoammino ossidasi B (MAO-B)

- rame (CAOs):[2]
  - la poliammina ossidasi (PAOS)
  - la L-amminoacido ossidasi (LAAOS)
  - la demetilasi lisina specifica (LSD1)
  - la diammino ossidasi (DAO)

## Storia
Le MAO sono state scoperte nel 1968. Nel 1988 sono stati clonati due intere sequenze di cDNA codificanti per MAO-A e MAO-B dal fegato umano.

## Caratteristiche strutturali e fisiche

### MAOs
Gli enzimi MAO condividono strutture complessive simili, con domini di legame al FAD quasi identici che ricordano il ripiegamento dell’idrossilasi p-idrossibenzoato (PHBH), ma presentano siti di legame per il substrato differenti. In particolare si tratta di ossidasi flavoproteiche.
Entrambe le MAO sono proteine presenti sulla membrana mitocondriale esterna che catalizzano l'ossidazione di ammine primarie, secondarie e terziare, inclusi diversi neurotrasmattitori, alle corrispondenti immine. I prodotti di ossidazione vengono quindi idrolizzati, non enzimaticamente, alle rispettive aldeidi o chetoni.
Entrambe si legano alla membrana mitocondriale esterna tramite una regione α-elicoidale C-terminale, con ulteriori interazioni con la membrana che avvengono attraverso altri residui idrofobici. L’anello isoallossazinico del FAD si trova in uno stato teso e incurvato, in contrasto con la sua conformazione planare in soluzione. Questa differenza è stata suggerita come favorevole all’aggiunta covalente in posizione N5 o C4a, rendendo questi atomi più simili a un ibrido sp³.

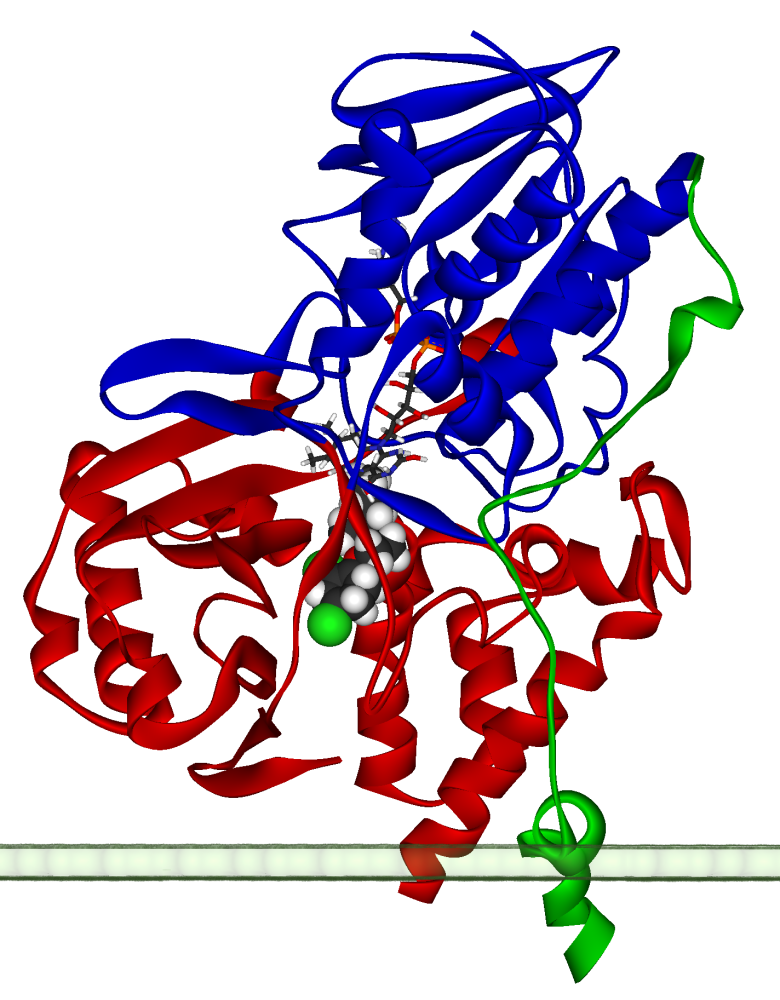
MAO-A

I siti di legame per il substrato sono principalmente idrofobici, racchiusi da residui prevalentemente aromatici e alifatici. Un'eccezione importante è una lisina conservata (Lys296 nella MAO B e Lys305 nella MAO A) che interagisce con una molecola d'acqua che lega anche l'atomo N5 del cofattore flavinico. Le tirosine 398 e 435 nella MAO B (Tyr407 e Tyr444 nella MAO A) si trovano sui lati opposti degli inibitori e dei substrati legati covalentemente in tutte le MAO, formando un "sandwich" aromatico.
Un caso particolare è quello della dopamina che nei topi è metabolizzata dalla MAO-A, negli esseri umani dalla MAO-B mentre nella maggior parte delle altre specie può essere metabolizzato da entrambi gli enzimi.

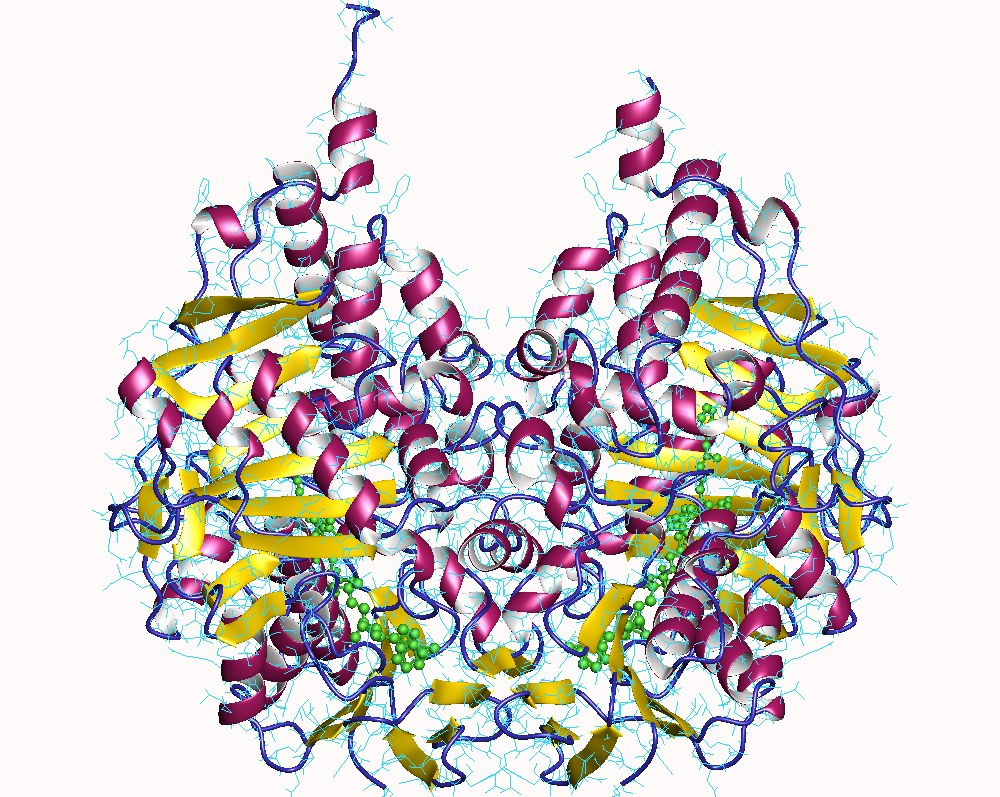
MAO-B

Mentre studi strutturali inizialmente suggerivano che le differenze nella specificità del substrato fossero dovute alla conformazione di un loop di sei residui (residui 210-216 nella MAO A umana e 201-206 nella MAO B umana), studi successivi hanno dimostrato che il loop è nella stessa conformazione in entrambi gli enzimi.

#### MAO-A
La MAO-A (E.C. 1.4.3.4) condivide il 70% della sequenza amminoacidica con la MAO-B. Metabolizza la serotonina, la noradrenalina e la dopamina, ovvero possiede un'elevata affinità per l'inibitore clorgilina. Il sito di legame per il substrato della MAO-A umana consiste in una cavità di circa 400 Å³. La fenilalanina (Phe208) sostituisce la Ile199 della MAO-B. L'Ile335 contribuisce alla selettivià del substrato. Cristallizza come monomero.

#### MAO-B
La MAO-B ossida prevalentemente benzilammina, dopamina e feniletilammina. Metabolizza solo lentamente noardrenalina e serotonina, ovvero è altamente sensibile agli inibitori pargilina e al deprenil. È responsabile della formazione della neurotossina 1-metil-4-fenil-priidinio (MPP+), un agente causale della malattia di Parkison, a partire da 1-metil-4-fenil-1,2,3,6-tetraidropiridina (MPTP). La Tyr326 contribuisce alla selettivià del substrato.
Nella MAO-B umana è presente una seconda cavità idrofobica più piccola posizionata tra due siti di legame principali e la superficie della proteina. La rotazione di un residuo di isoleucina (Ile199) consente la fusione delle cavità in un sito più ampio di 700 Å³. Le cavità rimangono separate o si uniscono in base al substrato o all'inibitore presente.

## Biochimica
Sono gli enzimi principali coinvolti nel metabolismo delle ammine biogene e vengono considerate regolatori biologici, in particolare per la crescita e la differenziazione cellulare. Le CuAOs sono presenti in tutti gli ordini di organismi, ma si sa poco sulla loro funzione biologica precisa negli organismi superiori. Nei batteri, le CuAOs forniscono una via per l'utilizzo di vari substrati amminici come fonti alternative di azoto e carbonio per sostenere la crescita.
Negli organismi superiori, il ruolo delle CuAO è stato implicato come componente chiave in processi complessi, come il traffico dei leucociti, coinvolgendo la CuAO nota come proteina di adesione vascolare-1 (VAP-1). Negli animali, si ritiene che le CuAO siano coinvolte nello sviluppo e nella detossificazione, mentre nelle piante partecipano a processi di sviluppo, risposte a ferite e resistenza, e nel metabolismo secondario.
È stato dimostrato che le ammino ossidasi partecipano all'inibizione della crescita tumorale e della progressione del cancro soprattutto tramite la formazione di aldeidi, H2O2 e altre specie reattive all'ossigeno.

### Localizzazione e sviluppo
La MAO-A si trova prevalentemente nei neuroni catecolaminergici, mentre la MAO-B è la forma più abbondante nei neuroni serotoninergici, istaminergici e nelle cellule gliali. Nel cervello, la più alta concentrazione di MAO-A si trova nel locus coeruleus, mentre la più alta concentrazione di MAO-B si trova nei nuclei del rafe. La distribuzione della MAO nei tessuti periferici varia all’interno dello stesso organismo. Alcuni tessuti, come le piastrine umane e il fegato e i reni bovini, contengono principalmente MAO-B, mentre altri, come la placenta umana e la tiroide bovina, contengono prevalentemente MAO-A.
Alla nascita i livelli di MAO-A sono già quasi agli stessi livelli dell'adulto, mentre l'attività della MAO-B aumenta di parecchie volte con l'invecchiamento.

### Meccanismo d'azione MAOs
Catalizzano l’ossidazione del substrato attraverso due semireazioni:
- nella semireazione riduttiva, il cofattore viene ridotto quando accetta un equivalente di idruro dal substrato,
- nella fase ossidativa il cofattore ridotto viene riossidato dall’ossigeno molecolare.

Data la capacità del cofattore di accettare uno o due elettroni, sono stati proposti diversi meccanismi per il trasferimento degli elettroni dal substrato al cofattore:
- il meccanismo di trasferimento monoelettronico comporta la formazione di intermedi flavinici semichinonici e di radicali cationici dell'amminio, con il successivo trasferimento di un equivalente d'idrogeno.[34]
- un secondo possibile meccanismo riguarda il trasferimento diretto dell'atomo di idrogeno dal carbonio α del substrato al cofattore, sia direttamente sia attraverso un radicale non flavinico.[35]
- sono stati proposti diverse varianti di un meccanismo nucleofilo in cui il gruppo amminico del substrato attacca il carbonio C4a del cofattore, formando un legame covalente, seguito dall'estrazione di un protone da parte di una base presente nel sito attivo.[36]
- infine la reazione può avvenire per trasferimento diretto dell'idruro dal substrato al cofattore.[37]

Le MAO legano preferenzialmente i substrati con il gruppo amminico in forma neutra, in accordo con l’ipotesi che la deprotonazione dell’ammina sia necessaria per l’ossidazione. La rottura del legame CH del substrato amminico rappresenta la fase limitante con benzilammine e feniletilammine come substrati per la MAO-A, e con una serie di benzilammine e analoghi del MPTP per la MAO-B.

### Genetica
I geni che codificano per le MAO sono allocati sul braccio corto del cromosoma X (Xp11.23) e sono composti da 15 esoni con un'identica organizzazione introne-esone, il che suggerisce che derivino dallo stesso gene ancestrale. I prodotti del 12° esone condividono l'identità amminoacidica per il 93,9%. La mutazione delle tirosine conservate tra le due MAO, altera l'attività enzimatica. È stata identificata una sequenza ripetuta (GT)ⁿ altamente polimorfica nell’introne 2 del gene umano MAO-B.

### Patologie

#### Parkinson
L'attività della MAO-B aumenta con l'età nel cervello umano.  Infatti, i pazienti affetti dal morbo di Parkinson presentano un’attività elevata di MAO B nella substantia nigra, e l’inibitore della MAO-B, il deprenil, ritarda la progressione dei sintomi. Tuttavia, è stato suggerito che il deprenil possa avere effetti neuroprotettivi indipendenti dall’inibizione della MAO-B. L’ossidazione aumentata della dopamina da parte della MAO-B nei cervelli dei pazienti con Parkinson può generare livelli di radicali dell’ossigeno sufficienti a innescare danni ossidativi ai neuroni nigrostriatali.
Questo è coerente con il danno ossidativo al DNA mitocondriale provocato dal perossido di idrogeno prodotto durante l’ossidazione della dopamina catalizzata dalla MAO, e con la preservazione dei neuroni nigrostriatali mediante trattamenti prolungati con deprenil. Poiché i cambiamenti nell’attività della MAO possono influenzare i neurotrasmettitori o la neurochimica, le variazioni ereditarie nei geni che controllano i livelli di attività della MAO potrebbero influenzare la suscettibilità alla malattia di Parkinson.

#### Fumo e alcolismo
Diversi studi supportano l’associazione tra fumo di sigaretta, inibizione dell’attività della MAO e suscettibilità a disturbi neuropsichiatrici. In particolare:
- i fumatori mostrano livelli cerebrali ridotti di MAO-A e B,[53][54] confermati anche in modelli animali[55] e in vitro.[56]
- i forti fumatori presentano una ridotta attività della MAO anche nei tessuti periferici.[57][58]

Nonostante questi dati, il meccanismo molecolare dell'inibizione della MAO da parte del fumo resta poco chiaro: né idrazina né fenilpiridina sembrano attive in vivo, mentre formaldeide e cianuro potrebbero interferire con i gruppi amminici dell’enzima formando addotti, inducendo cambiamenti conformazionali e riduzione dell’attività enzimatica. Il ruolo della nicotina è controverso: non influenza l’attività MAO cerebrale né quella piastrinica, ma in alcune cellule, stimola selettivamente l’attività della MAO-B, suggerendo un effetto complesso e cellulo-specifico.
Bassi livelli di MAO -B sono stati osservati in soggetti alcolizzati, e varianti genetiche del gene MAO-A sono state associate a maggiore rischio di alcolismo in diverse popolazioni.

#### Disordini collegati allo stress
Gli inibitori delle monoamino ossidasi (IMAO) si sono dimostrati efficaci nel trattamento del disturbo da stress post-traumatico e degli attacchi di panico, suggerendo un effetto diretto su stress e paura. Tuttavia, il legame diretto tra MAO e stress è stato chiarito solo di recente. In sintesi, queste evidenze suggeriscono un coinvolgimento diretto della MAO nella regolazione biologica dello stress, anche attraverso le sue interazioni con i neurotrasmettitori chiave della risposta allo stress.